# Киевский учебный округ
Киевский учебный округ был создан 14 декабря 1832 года. Включал в себя  Киевскую, Подольскую, Волынскую и Черниговскую губернии. В 1839 году в его состав вошла также Полтавская, а в 1912 году и Холмская губернии. Контроль над деятельностью образовательных учреждений, как и в других учебных округах, осуществлял попечитель.
С 1909 года в округе действовали одногодичные курсы для подготовки преподавателей средних учебных заведений.
В 1918 году управление Киевского округа переименовано в Комиссариат по делам Киевского учебного округа. 26 декабря 1919 года постановлением Киевский губернский отдел народного образования издал постановление об упразднении Киевского учебного округа.

## Попечители
- Первым попечителем округа стал Егор Фёдорович (Георг Фридрих) фон Брадке. При нём был переведён в Киев Кременецкий лицей, на основе которого был организован Киевский университет, торжественное открытие которого состоялось 15 июля 1834 года. В 1837 году Брадке по болезни был в отпуске и округом руководил С. О. Богородский. В 1838 году в университете был открыт политический заговор Мациевского, вследствие чего университет был временно закрыт; Е. Ф. Брадке был вынужден подать в отставку и вместе с ним были уволены его помощник Гинцель и инспектор студентов Ф. И. Люце.
- 5 декабря 1838 года на место Е. Ф. Брадке был назначен князь Сергей Иванович Давыдов. В 1844 году он был произведен в чин тайного советника и избран почётным членом Санкт-Петербургской академии наук. В 1845 году был назначен сенатором и убыл в Санкт-Петербург. С 1843 года исполняющим обязанности помощника попечителя Киевского учебного округа бы назначен М. В. Юзефович; утверждён в должности в 1846 году и оставался на ней по 1856 год.
- С 1846 по 1848 годы попечителем округа был Александр Семёнович Траскин.
- С 1848 по 1852 год попечителем был киевский военный губернатор Дмитрий Гаврилович Бибиков. Он всегда был строг с учениками гимназии, студентами университета, кадетами Киевского корпуса, а также и с начальством всех учебных заведений; посещал все учебные заведения внезапно, не предупреждая.
- Сменивший Бибикова на посту киевского военного губернатора князь Илларион Илларионович Васильчиков управлял округом до 1856 года.
- В 1856 году попечителем был назначенНиколай Романович Ребиндер, который оставался в этой должности до 18 июня 1858 года, когда был переведён на ту же должность в Одесский учебный округ.
- С 1858 года попечителем Киевского учебного округа был Николай Иванович Пирогов. Он критиковал существовавшую тогда систему обучения в школах и делал попытки её реформирования[3]. В 1861 году был уволен в отставку.
- В марте 1861 года округ на непродолжительное время возглавил барон А. П. Николаи, который 28 декабря 1861 года ушёл с этого поста на должность товарища нового министра народного просвещения, А. В. Головнина. Помощником попечителя с 1859 по 1865 годы был Иосиф Григорьевич Михневич.
- В 1862—1864 годах на должности попечителя находился Фёдор Фёдорович Витте.
- В 1864—1867 годах попечителем округа был князь Александр Прохорович Ширинский-Шихматов. С 23 марта 1865 года помощником попечителя  был назначен Михаил Андреевич Тулов.
- С 30 ноября 1867 года должность попечителя занимал генерал-майор Платон Александрович Антонович (1 января 1870 года произведён в генерал-лейтенанты).
- С 31 марта 1880 года по 1888 год (с перерывом) попечителем округа был тайный советник Сергей Платонович Голубцов. С 7 апреля 1879 года помощником попечителя был Иван Яковлевич Ростовцев.
- В 1882-1885 годах обязанности попечителя исполнял генерал-майор (с 15 марта 1885 года — генерал-лейтенант) Иван Петрович Новиков, который затем был переведен на аналогичную должность в Санкт-Петербургский учебный округ.
- В 1888—1902 годах должности попечителя занимал Владимир Владимирович Вельяминов-Зернов. С 24 января 1890 года на должности помощника попечителя округа Ростовцева сменил граф Александр Алексеевич Мусин-Пушкин, а с 1899 года последнего сменил Пётр Петрович Извольский.
- С 13 июля 1902 года обязанности попечителя были возложены на статского советника Владимира Ивановича Беляева. Помощником попечителя с 12 ноября 1902 года был назначен действительный статский советник Павел Александрович Адрианов.
- С 14 октября 1905 года по 1912 год попечителем был Пётр Алексеевич Зилов. С 19 августа 1909 года помощником попечителя вместо Адрианова стал Сергей Васильевич Певницкий.
- В 1912—1915 годах попечителем был Алексей Николаевич Деревицкий.
- С октября 1915 по март 1917 года попечителем был Иван Александрович Базанов. С 1916 года помощником попечителя вместо Певницкого стал Михаил Павлович Бобин.
- 27 марта 1917 года Временное правительство России назначило попечителем Киевского учебного округа Николая Прокофьевича Василенко, который находился на этой должности до августа 1917 года.
- Последним исполняющим обязанности попечителя округа с августа по декабрь 1917 года был Владимир Павлович Науменко, который с марта по август 1917 года был помощником попечителя Василенко.

## Статистика
По данным школьной переписи 1911 года, в Киевском учебном округе в 1911 году начальную школу посещало 4,12% от общего числа населения. Среди мужского населения количество посещавших начальную школу составило 6,01%, среди женского населения 2,24%. 
По состоянию на 1915 год Киевский учебный округ насчитывал 13,697 заведений всех типов, в которых обучалось в общей сложности 957,561 учащийся, в том числе начальных школ 11,886 с числом учащихся 815,068. В распределении по административно-территориальным составляющим округа:
- Волынская губерния: учебных заведений — 2,605, учащихся — 165,706.
- Киевская губерния: учебных заведений — 3,195, учащихся — 270,148.
- Подольская губерния: учебных заведений — 2,864, учащихся — 157,628.
- Полтавская губерния: учебных заведений — 3,148, учащихся — 219,612.
- Черниговская губерния: учебных заведений — 1,885, учащихся — 144,467.

Распределение учащихся по типам учебных заведений (в числителе — количество учащихся, в знаменателе — число учебных заведений).
| Тип заведения/ Губерния                                         | Волынская     | Киевская      | Подольская    | Полтавская    | Черниговская  |
| --------------------------------------------------------------- | ------------- | ------------- | ------------- | ------------- | ------------- |
| Высшие учебные заведения                                        |               |               |               |               |               |
| Духовные                                                        |               | 205 1         |               |               |               |
| Технические                                                     |               | 2,658 1       |               |               |               |
| Коммерческие                                                    |               | 4,351 1       |               |               |               |
| Средние учебные заведения                                       |               |               |               |               |               |
| Гимназии, прогимназии, институты и лицеи                        | 6,546 22      | 18,439 59     | 5,643 21      | 11,248 36     | 6,545 17      |
| Реальные училища                                                | 277 1         | 1,007 3       | 882 3         | 1,587 5       | 706 2         |
| Духовные                                                        | 1,975 8       | 2,326 7       | 1,960 7       | 2,686 9       | 1,498 5       |
| Педагогические                                                  | 132 2         | 1,397 16      | 1,267 21      | 840 15        | 434 8         |
| Медицинские                                                     | 123 1         | 684 3         | 46 1          | 327 3         | 134 1         |
| Военные                                                         |               | 1,056 2       |               | 498 1         |               |
| Морские                                                         |               | 82 1          |               |               |               |
| Лесные и сельскохозяйственные                                   | 338 6         | 847 6         | 353 1         | 608 10        | 286 5         |
| Технические и ремесленные                                       | 59 1          | 1,437 11      | 319 5         | 1,112 9       | 750 8         |
| Коммерческие, торговые и промышленные                           | 718 2         | 4,980 17      | 1,516 7       | 1,244 4       | 444 2         |
| Художественные                                                  |               | 2,403 9       | 147 1         | 695 4         |               |
| Межевые, таксаторские и топографические                         | 101 1         | 95 1          |               | 173 1         |               |
| Профессиональные                                                |               |               |               | 153 7         |               |
| Частные учебные заведения и при церквях иностранных исповеданий | 2,688 39      | 10,423 140    | 569 8         | 1,167 29      | 591 16        |
| Прочие учебные заведения                                        |               |               |               |               |               |
| Училища слепых и глухонемых                                     |               |               |               | 25 1          | 42 2          |
| Религиозные нехристианские                                      | 1,865 16      | 6,650 539     | 8,971 328     | 4,738 288     |               |
| Начальные учебные заведения                                     |               |               |               |               |               |
| Низшие                                                          | 150,884 2,506 | 202,780 2,375 | 135,955 2,461 | 192,511 2,726 | 132,938 1,818 |